# Sleeping with Sirens
Sleeping With Sirens es una banda estadounidense de post-hardcore procedente de Orlando, aunque actualmente reside en Grand Rapids, Estados Unidos. La banda fue fundada en 2009 por miembros de For All We Know, Broadway, y Paddock Park. El grupo firmó con la discográfica Rise Records y han lanzado cinco álbumes de estudio y un EP acústico. El tercer álbum Feel debutó en el número tres en Billboard 200 y el cuarto álbum titulado Madness fue lanzado el 17 de marzo de 2015 a través de Epitaph Records y generó el sencillo «Kick Me». El grupo es conocido sobre todo por la versatilidad de la gama vocal del vocalista Kellin Quinn.

## Historia

### 2009 - 2010: Formación yWith Ears to See and Eyes to Hear
Su primer álbum, With Ears to See and Eyes to Hear, fue lanzado el 23 de marzo de 2010, alcanzando el número 7 en la lista de éxitos Top Heatseekers, de Billboard, y el número 36 en Top Independent Albums.

### 2011 - 2012:Let's Cheers to This,If You Were a Movie, This Would Be Your Soundtrack
El 7 de abril de 2011, la banda comenzó a tocar el sencillo de su nuevo álbum, Do It Now Remember It Later. Más tarde el 28 de abril, se lanzó el siguiente sencillo «Fire». El segundo álbum de la banda fue lanzado el 10 de mayo de 2011. El 26 de junio de 2012, la banda lanzó su primer EP acústico If You Were a Movie, This Would Be Your Soundtrack. El 21 de octubre, Sleeping with Sirens lanzó un nuevo sencillo titulado «Dead Walker Texas Ranger» como un especial de Halloween.

### 2013 - 2014:Feely salida de Lawson
En enero de 2013, la banda entró al estudio para grabar su seguimiento Let's Cheers to This con una fecha de lanzamiento estimada a mediados de 2013. El 23 de abril de 2013, la banda lanzó un nuevo sencillo titulado «Low» y reveló el título del nuevo álbum como Feel, el cual se lanzó el 4 de junio de 2013. En apoyo del nuevo álbum, la banda tocó en el escenario principal de Kia en el Vans Warped Tour 2013. El 21 de mayo, Sleeping with Sirens lanzó el segundo sencillo de Feel titulado «Alone» con la colaboración del rapero Machine Gun Kelly. El 4 de agosto, la banda anunció que serían cabeza de cartel de su gira, The Feel This Tour, en apoyo de su álbum Feel. Memphis May Fire, Breathe Carolina, Issues, y Our Last Night tocaron junto a ellos en la gira en las fechas seleccionadas.
El 16 de octubre de 2013, el guitarrista Jesse Lawson anunció su salida de la banda. Claro que al vocalista no le molestó, ya que anteriormente habían tenido una fuerte disputa por una de las novias de Kellin. Según los demás miembros de la banda, su exnovia Scarlett fue quien inspiró todas sus canciones amorosas.
Citando su deseo de pasar más tiempo con su familia y comenzar una nueva aventura musical. Después de la salida amistosa de Lawson la banda tocó con Nick Martin (formado de D.R.U.G.S y Underminded) para rellenar en la guitarra en las bandas en la gira por el UK/EU Feel Tour.

### 2014-2019:Madness, cambio de discográfica, gira mundial yGossip
El 6 de julio de 2014 la banda publicó fotos de ellos en el estudio grabando nueva música con John Feldmann. El 21 de julio de 2014 la banda anunció que estarían encabezando una gira mundial junto a Pierce the Veil, con el apoyo de Beartooth y This Wild Life. El 8 de agosto de 2014, la banda declaró que partían de Rise Records para trabajar como una banda independiente. Sin embargo, el 10 de noviembre de 2014 se anunció en la prensa alternativa que la banda firmó con Epitaph Records y lanzó un nuevo sencillo llamado «Kick Me». La banda luego del lanzamiento «Kick Me», lanzó el nuevo sencillo «We Like It Loud» el día de año nuevo. Estaba disponible para su descarga gratuita durante veinticuatro horas a través de la página web de la banda.
En julio de 2017, se anunció el lanzamiento de su próximo álbum titulado Gossip para el 22 de septiembre del mismo año. «Legends», su primer sencillo, fue lanzado el 14 de julio acompañado de un vídeo musical con sus respectivas letras. El 14 de agosto se llevó la #GossipParty ellos publicaron a través de la cuenta de Facebook que si habían fanes en los alrededores de Hollywood que estuvieran libres para ese día podrían asistir a un evento para escuchar la primicia del álbum. El evento se realizó en Hard Rock Café Hollywood.

### 2019-2021:How It Feels to Be Lost
El 19 de junio de 2019, la banda lanzó su primer sencillo "Leave It All Behind", que está más cerca de su sonido más antiguo y no un sonido más popular como Gossip, y anunció su sexto álbum de estudio How It Feels to Be Lost. Será el primer lanzamiento de la banda bajo el sello discográfico con Sumerian Records.
El baterista de larga data Gabe Barham dejó la banda el 1 de septiembre de 2019. Poco después, se anunció que Matty Best (de Tonight Alive) se haría cargo de las funciones de batería de la banda.
El 24 de julio de 2020, la banda lanzó un nuevo sencillo del que Jack Fowler se burló antes, "Talking to Myself", con un video con la letra que lo acompaña. La banda anunció el lanzamiento de una versión de lujo del álbum "How It Feels To Be Lost", que salió el 21 de agosto de 2020.

### 2021-presente:Complete Collapse
El 2 de junio de 2021, la banda lanzó el sencillo "Bloody Knuckles" de su próximo álbum. El 22 de junio de 2022, la banda lanzó su segundo sencillo llamado "Crosses" con Spencer Chamberlain de Underoath y también anunció su séptimo álbum de estudio Complete Collapse, que se lanzó el 14 de octubre de 2022.
El 14 de julio de 2022, el guitarrista Jack Fowler anunció que había dejado la banda. El 11 de agosto de 2022, la banda lanzó dos sencillos "Let You Down" con Charlotte Sands y "Ctrl + Alt + Del".

## Estilo musical
La música de la banda ha sido descrita como post-hardcore, pop rock, metalcore, rock alternativo, pop punk, pop, screamo, y emo

## Miembros
| Miembros actuales - Kellin Quinn - voz principal, teclados (2009-presente) - Nick Martin - guitarra rítmica, coros (2013-presente) - Justin Hills - bajo (2009-presente) - Matty Best - batería, percusión (2019-presente) Miembros de la gira - Alex Howard - guitarra, segunda voz (2015-presente) | Antiguos miembros - Brian Calzini - voz gutural (2009) - Dave Aguliar - guitarra rítmica (2009) - Brandon McMaster - guitarra líder, coros (2009 - 2010), guitarra rítmica (2013 - 2014, como miembro de gira) - Nick Trombino - guitarra rítmica (2009 - 2010) - Jesse Lawson - guitarra rítmica, coros (2010 - 2013) - Gabe Barham - batería, percusión (2009 - 2019) - Jack Fowler - guitarra líder (2011-2022) |

## Discografía

### Álbumes de estudio
| Año                                                           | Álbum                             | Discográfica | Posiciones en listas | Posiciones en listas | Posiciones en listas | Posiciones en listas | Posiciones en listas | Posiciones en listas | Ventas        |
| Año                                                           | Álbum                             | Discográfica | US 200               | US Indie             | US Hard Rock         | US Heat              | AUS                  | UK                   | Ventas        |
| ------------------------------------------------------------- | --------------------------------- | ------------ | -------------------- | -------------------- | -------------------- | -------------------- | -------------------- | -------------------- | ------------- |
| 2010                                                          | With Ears to See and Eyes to Hear | Rise         | —                    | 36                   | —                    | 7                    | —                    | —                    |               |
| 2011                                                          | Let's Cheers to This              | Rise         | 78                   | 13                   | 5                    | —                    | —                    | —                    |               |
| 2013                                                          | Feel                              | Rise         | 3                    | 2                    | 2                    | —                    | 14                   | 36                   | - US: 180,000 |
| 2015                                                          | Madness                           | Epitaph      | 13                   | —                    | —                    | —                    | 13                   | 26                   |               |
| 2017                                                          | Gossip                            | Warner Bros. | —                    | —                    | —                    | —                    | —                    | —                    |               |
| 2019                                                          | How It Feels to Be Lost           | Sumerian     | —                    | —                    | —                    | —                    | —                    | —                    | TBA           |
| 2022                                                          | Complete Collapse                 | Sumerian     | —                    | —                    | —                    | —                    | —                    | —                    | TBA           |
| "—" indica que el lanzamiento no fue posicionado en la lista. |                                   |              |                      |                      |                      |                      |                      |                      |               |

### EP
- If You Were a Movie, This Would Be Your Soundtrack (Rise, 2012) (No. 17 Billboard 200)

### Álbumes en vivo
- Live and Unplugged (2016)
- Live & Acoustic From NYC (2017)

### Sencillos
| Año  | Título                                      | Álbum                                              |
| ---- | ------------------------------------------- | -------------------------------------------------- |
| 2010 | «You Kill Me (In a Good Way)»               | With Ears to See and Eyes to Hear                  |
| 2010 | «If I'm James Dean, You're Audrey Hepburn»  | With Ears to See and Eyes to Hear                  |
| 2010 | «With Ears to See, and Eyes to Hear»        | With Ears to See and Eyes to Hear                  |
| 2011 | «Do It Now Remember It Later»               | Let's Cheers to This                               |
| 2011 | «Fire»                                      | Let's Cheers to This                               |
| 2011 | «If You Can't Hang»                         | Let's Cheers to This                               |
| 2011 | «A Trophy Father's Trophy Son»              | Let's Cheers to This                               |
| 2012 | «Stomach Tied In Knots»                     | If You Were a Movie, This Would Be Your Soundtrack |
| 2012 | «Roger Rabbit»                              | If You Were a Movie, This Would Be Your Soundtrack |
| 2012 | «Don't You Ever Forget About Me»            | If You Were a Movie, This Would Be Your Soundtrack |
| 2012 | «Dead Walker Texas Ranger»                  | Ningún álbum                                       |
| 2013 | «Low»                                       | Feel                                               |
| 2013 | «Alone» (featuring MGK)                     | Feel                                               |
| 2013 | «Congratulations» (featuring Matty Mullins) | Feel                                               |
| 2014 | «Kick Me»                                   | Madness                                            |
| 2015 | «We Like it Loud»                           | Madness                                            |
| 2015 | «Go Go Go»                                  | Madness                                            |
| 2015 | «The Strays»                                | Madness                                            |
| 2015 | «Better Off Dead»                           | Madness                                            |
| 2017 | «Legends»                                   | Gossip                                             |

## Videografía
| Año  | Título                                          | Director(s)          |
| ---- | ----------------------------------------------- | -------------------- |
| 2009 | «If I'm James Dean, Then You're Audrey Hepburn» | Caleb Mallery        |
| 2010 | «With Ears to See and Eyes to Hear»             | Sam Link             |
| 2011 | «If You Can't Hang»                             | Thunder Down Country |
| 2012 | «Do It Now Remember It Later»                   | Izzy Campos          |
| 2012 | «Roger Rabbit»                                  | Drew Russ            |
| 2013 | «Alone (feat. MGK)»                             | Sitcom Soldiers      |
| 2013 | «Congratulations (feat. Matty Mullins)»         | Drew Russ            |
| 2014 | «Kick Me»                                       | Sitcom Soldiers      |
| 2015 | «Go Go Go»                                      | Sean García          |
| 2015 | «The Strays»                                    | Sitcom Soldiers      |
| 2015 | «Better Off Dead»                               | Sitcom Soldiers      |